# Tetrun
Tetrun (známá též jako Tetrun: Parkour Mania) je česká mobilní hra z roku 2018. Vytvořilo ji studio Cableek Games.

## Hratelnost
Hráč ovládá panáčka, který běhá po věži a musí překonávat padající bloky, které vytváří čím dál vyšší věž. Padající bloky, jsou převzaty ze hry Tetris. Jejich překonávání pak vychází z parkouru. Hra obashuje několik různých věží s odlišnými herními prvky.